# Scholarism

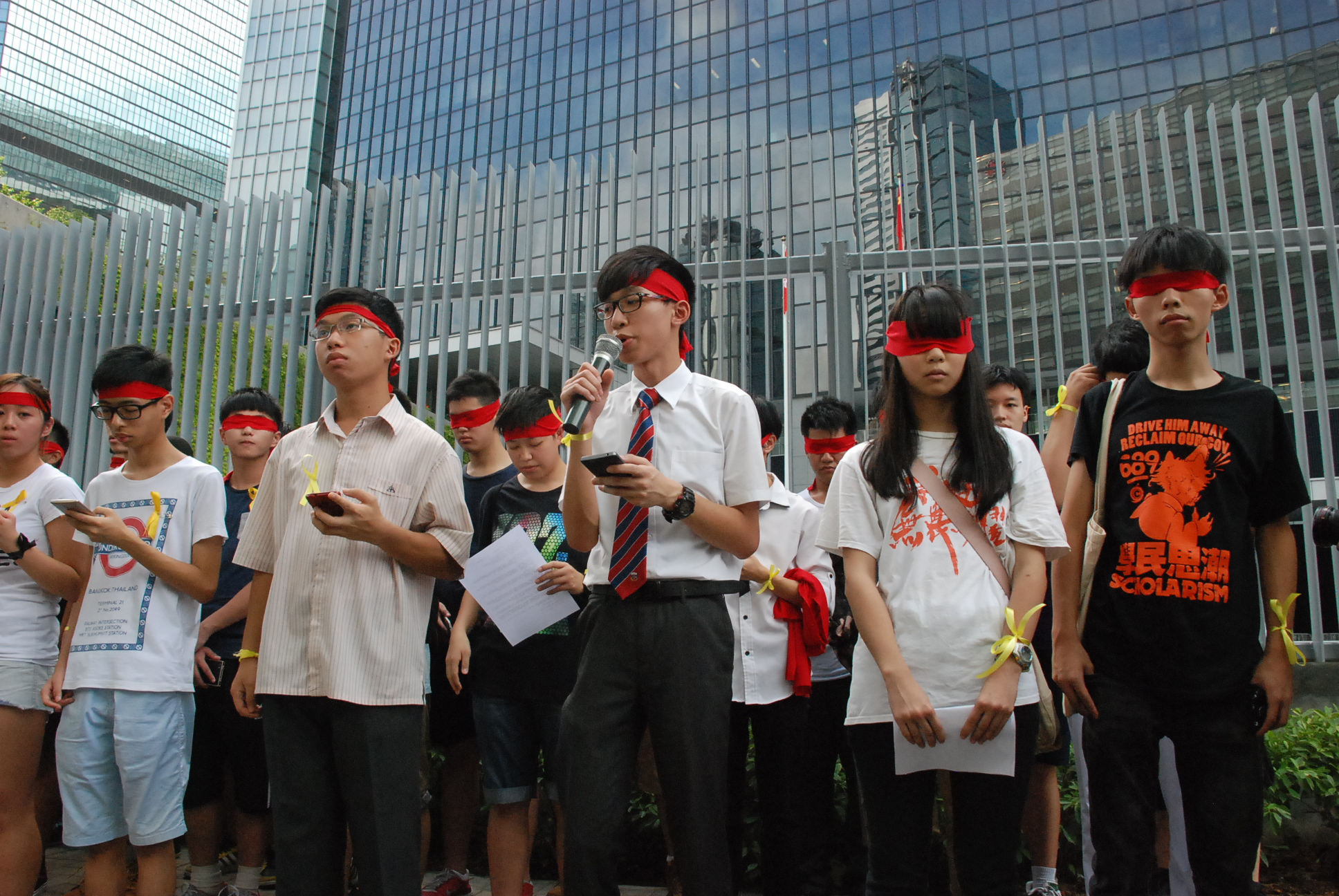
Des membres du mouvement en 2014.

Scholarism était un groupe hongkongais d'étudiants activistes pro-démocratie, actif dans le domaine des politiques et réformes éducatives de Hong Kong de 2011 à 2016. Il aurait eu 200 membres en mai 2015.

## Histoire
Le groupe était connu pour sa défense de l'autonomie de la politique éducative de Hong Kong face à Pékin,,. Scholarism a été une des principales organisations à l'origine des manifestations de Hong Kong en 2014.
Fondé par un certain nombre d'élèves du secondaire le 29 mai 2011, le groupe a d'abord attiré l'attention des médias en organisant une manifestation contre l'éducation morale et nationale (en) l'événement, 120 000 élèves et membres du public ont assisté à la manifestation et ont forcé le gouvernement à retirer ses projets d'introduire cette éducation morale et nationale comme matière obligatoire dans les écoles.
Scholarism a mis fin à ses activités en mars 2016. Les principaux membres, dont Joshua Wong, Oscar Lai et Agnes Chow, ont formé le parti politique Demosistō en avril.